# Videoconferentie

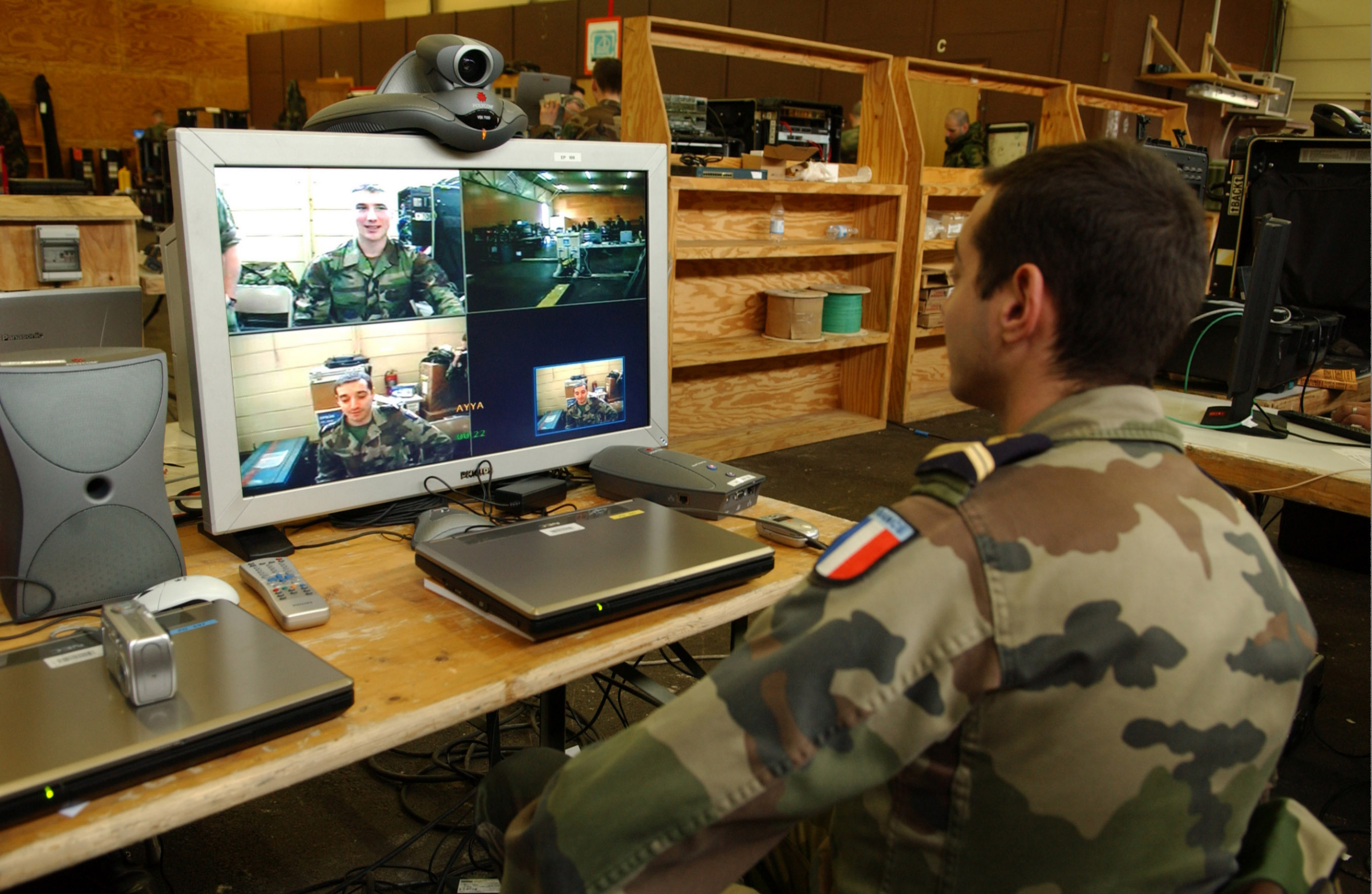
Een videoconferentie

Een videoconferentie (ook wel videogesprek of videoteleconferentie genoemd, kortweg VTC) is een video- en audioverbinding tussen twee of meer locaties die uitwisseling van informatie via geluid en beeld mogelijk maken. Deze verbinding komt tegenwoordig vaak tot stand via het internet (eventueel via een satelliet).
Algemeen gezien bestaat de technologische kant uit een verzameling van interactieve telecommunicatietechnologieën die voor simultane tweewegsvideo- en audiotransmissies zorgen.
In het verleden werd het ook wel “visual collaboration” genoemd en de gebruikte software voor videoconferencing wordt tot de groupware gerekend.
Een videoconferentie onderscheidt zich van de videofoon door het feit dat het ontwikkeld is voor conferenties (waaronder vergaderingen en evenementen) in plaats van individueel gebruik.

## Geschiedenis
Videoconferenties maken gebruik van audio- en videotelecommunicatie om mensen van verschillende locaties bij elkaar te brengen voor een bijeenkomst. Dit kan een eenvoudige bespreking zijn tussen twee personen in verschillende kantoren (point-to-point) of locaties (multi-point), met meer personen in grote ruimten in de diverse locaties. Naast de audiovisuele uitwisselingen, kan videoconferentie ook worden gebruikt voor de uitwisseling van documenten, op computer weergegeven informatie en whiteboards.
Eenvoudige analoge videoconferenties konden al worden gerealiseerd met de uitvinding van de televisie. Dergelijke videoconferentiesystemen bestonden uit twee geslotentelevisiecircuitsystemen (CCTV) die met kabels verbonden waren. Tijdens de eerste bemande ruimtevluchten gebruikte NASA twee radiofrequentieverbindingen (UHF of VHF), in elke richting een. Televisieomroepen gebruikten deze vorm van videoconferentie regelmatig voor het uitzenden van reportages vanaf verre locaties. Daarna werden mobiele satellietverbindingen op speciale vrachtwagens steeds gebruikelijker.
Deze techniek was echter kostbaar en kon niet worden toegepast voor de meer doorsneetoepassingen, zoals telegeneeskunde, afstandsonderwijs en zakelijke bijeenkomsten, in het bijzonder voor lange-afstandstoepassingen. Pogingen om de normale telefoonnetwerken te gebruiken voor het verzenden van slow-scanvideo, zoals de eerste door AT&T ontwikkelde systemen, mislukten voornamelijk door de slechte beeldkwaliteit en het gebrek aan efficiënte videocompressietechnieken. Ook de grotere 1 MHz-bandbreedte en bitrate van 6 Mbit/s van de beeldtelefoon in de jaren zeventig hebben niet tot succes geleid.
Digitale telefonie werd pas mogelijk in de jaren tachtig, zoals ISDN, waardoor een minimumbitrate (meestal 128 kilobits/s) voor gecomprimeerde audio- en videotransmissies kon worden gegarandeerd. De eerste specifieke systemen, ontwikkeld door baanbrekende VTC-bedrijven zoals PictureTel, kwamen op de markt tijdens de wereldwijde expansie van ISDN-netwerken. Gedurende de jaren negentig werden de videoteleconferentiesystemen in hoog tempo ontwikkeld van zeer kostbare installaties, software en netwerkvereisten tot een gestandaardiseerde technologie, gemakkelijk te verkrijgen voor het grote publiek en voor een redelijke prijs.
Uiteindelijk werd in de jaren negentig ook op IP (Internet Protocol) gebaseerde videoconferentie mogelijk en werden efficiëntere videocompressietechnieken ontwikkeld, die ook videoconferentie via desktop-pc mogelijk maakten. In 1992 werd CU-SeeMe ontwikkeld aan de Cornell-universiteit door Tim Dorcey en anderen, IVS werd ontwikkeld door INRIA (het Franse onderzoeksinstituut), VTC (VideoTeleconferentie) werd toegankelijk voor grootschalige en gratis diensten, webplug-ins en software, zoals Ekiga, Netmeeting, Windows Live Messenger, Yahoo! Messenger, SightSpeed en Skype zorgden voor goedkope VTC, maar van lage kwaliteit.

## Technologie
De basistechnologie die gebruikt wordt in een videoteleconferentiesysteem (VTC-systeem) bestaat uit digitale compressie van audio- en videostreams in real time. De hardware of software die deze compressie uitvoert wordt een codec (coder/decoder) genoemd. Er kunnen compressieverhoudingen van zelfs 1:500 worden bereikt. De resulterende digitale stream van enen en nullen wordt onderverdeeld in gelabelde pakketten, die vervolgens worden verstuurd over een digitaal netwerk (meestal ISDN of IP). Het gebruik van audiomodems tussen de verbinding geeft de mogelijkheid tot het gebruik van POTS (Plain Old Telephone System) voor sommige lage-snelheidstoepassingen zoals beeldtelefonie, doordat deze de digitale pulsen converteren naar en van analoge golven in het audiospectrumbereik.
Andere voor VTC-systemen benodigde componenten zijn:
- Video-ingang: videocamera of webcam
- Video-uitgang: beeldscherm, televisie of projector
- Audio-ingang: microfoons
- Audio-uitgang: meestal luidsprekers gekoppeld aan het weergaveapparaat of de telefoon
- Gegevensoverdracht: analoog of digitaal telefoonnetwerk, LAN of internet

Er bestaan in principe twee soorten VTC-systemen:
1. Toepassingsgerichte systemen hebben alle benodigde componenten samengevoegd in één enkele installatie, meestal een console met een op afstand bedienbare videocamera van hoge kwaliteit. Deze camera's kunnen op afstand worden aangestuurd om naar links, rechts, boven en onder te draaien, en in of uit te zoomen. Ze zijn bekend geworden als PTZ-camera's (Pan Tilt Zoom). In de console bevinden zich alle elektrische interfaces, de aansturende computer, en de op software of hardware gebaseerde codec. Rondommicrofoons worden gekoppeld aan de console, alsmede een tv-monitor met luidsprekers en/of een videoprojector. Er bestaan diverse typen van toepassingsgericht VTC-apparaat:
  1. Large group VTC zijn niet-draagbare, grote en duurdere apparaten voor grote ruimten en auditoriums.
  2. Small group VTC zijn niet-draagbare of draagbare, kleinere, goedkopere apparaten voor kleine vergaderruimten.
  3. Individual VTC zijn meestal draagbare apparaten, bedoeld voor individuele gebruikers, met vaste camera's, microfoons en luidsprekers ingebouwd in de console.
2. Desktopsystemen zijn uitbreidingspakketten (meestal insteekkaarten) voor normale pc's, waarmee deze kunnen worden omgevormd tot VTC-apparaten. De insteekkaarten bevatten de nodige codec en transmissie-interfaces, en er kan een reeks van verschillende camera's en microfoons op worden aangesloten. De meeste desktopsystemen werken met de H.323-standaard. De videoconferenties die tussen verschillende pc's worden gevoerd, worden ook wel e-meetings genoemd.[1]

### Verwijderen van echo
Een fundamentele techniek die wordt toegepast bij professionele VTC-systemen is de “acoustic echo cancellation” (AEC). AEC is een algoritme dat kan waarnemen of geluiden (of fragmenten van spraak) afkomstig van de audio-uitgang van het systeem na enige tijdsvertraging weer in de audio-invoer binnenkomen. Wanneer deze techniek is uitgeschakeld, kan dit verschillende problemen veroorzaken, zoals:
1. de andere deelnemer hoort zijn eigen stem terug (meestal aanmerkelijk vertraagd)
2. sterke galm verandert het audiokanaal dusdanig dat het waardeloos wordt doordat men elkaar bijna niet meer kan verstaan,
3. rondzingen door feedback.

AEC vergt veel van de processor.

### Multipointvideoconferentie
Simultane videoconferentie tussen drie of meer van elkaar verwijderde punten is mogelijk door middel van een MCU (Multipoint Control Unit). Dit is een bridge die gesprekken van verschillende locaties onderling met elkaar verbindt (op vergelijkbare wijze als bij audioconferentie). Alle deelnemers bellen de MCU-centrale, of de MCU-centrale kan ook de deelnemers een voor een bellen. Er zijn MCU-bridges voor zowel op IP als ISDN gebaseerde videoconferenties, en deze kunnen zowel puur softwarematige MCU's zijn alsook combinaties van software en hardware. Een MCU wordt gekenmerkt door het aantal gelijktijdige gesprekken dat hij kan verwerken, zijn vermogen om data rates en protocollen te transponeren, en mogelijkheden zoals “Continuous Presence”, waarmee meerdere deelnemers tegelijkertijd op het scherm kunnen worden gezien.
MCU's kunnen losse (stand-alone) hardwareapparaten zijn, maar kunnen ook ingebouwd zijn in toepassingsgerichte VTC-apparaten.
Sommige systemen geven de mogelijkheid tot videoconferentie zonder een MCU, losstaand, ingebouwd of anderzijds. Deze gebruiken een op de H.323-standaard gebaseerde techniek, bekend als “decentralized multipoint”, waarbij ieder station (module) in een multipointgesprek direct video en audio uitwisselt met de andere stations, zonder centrale “manager” of ander knelpunt. Het voordeel van deze techniek is dat de video en audio over het algemeen van hogere kwaliteit zal zijn, doordat ze niet opnieuw verzonden hoeven te worden door een centraal punt. Ook kunnen gebruikers ad-hocmultipointgesprekken voeren zonder rekening te houden met de beschikbaarheid of verwerking van een MCU. Deze toegevoegde kwaliteit en dit gemak gaat ten koste van een hogere netwerkbandbreedte, doordat ieder station direct alles naar ieder ander station moet verzenden.

## Discussiepunten
Sommigen beweren dat twee openstaande vraagstukken verhinderen dat videoconferentie een standaardvorm van communicatie zal worden, ondanks de alomtegenwoordigheid van videoconferentiesystemen. Deze vraagstukken zijn:
1. Oogcontact: Het is bekend dat oogcontact een grote rol speelt in het om de beurt spreken tijdens een conversatie. Terwijl de traditionele telefonie niet de mogelijkheid biedt voor oogcontact, zijn de videoconferentiesystemen wellicht nog slechter, doordat zij de verkeerde indruk geven dat de gesprekspartner oogcontact vermijdt. Dit probleem wordt aangepakt door onderzoek waarbij gebruikgemaakt wordt van een synthetisch beeld met oogcontact door middel van stereoreconstructie.
2. Camerabewustzijn: Een tweede probleem met videoconferentie is dat men letterlijk in beeld is, waarbij de video-opname mogelijk zelfs vastgelegd wordt. De druk van een acceptabele uiterlijke verschijning bij videoconferentie is niet aanwezig bij een uitsluitend audiocommunicatie. Eerdere onderzoeken van Alphonse Chapanis tonen aan dat de toevoeging van video in feite communicatie verslechtert, wellicht vanwege het bewustzijn voor de camera te staan.

De kwestie van oogcontact zal misschien opgelost worden door technologische ontwikkelingen, en vermoedelijk zal het probleem van camerabewustzijn afnemen wanneer mensen met videoconferenties vertrouwd raken.

## Standaarden
De Internationale Telecommunicatie-unie (ITU) (voorheen: Consultative Committee o International Telegraphy and Telephony, CCITT) heeft drie algemene standaarden voor VTC.
1. ITU H.230 is de standaard voor public switched telephone networks (PSTN) of VTC over integrated services digital networks (ISDN), Basic Rate Interface (BRI) of Primary Rate Interface (PRI). H.320 wordt ook gebruikt op toepassingsgerichte netwerken als T1 en satelliet-gebaseerde netwerken.
2. ITU H.323 is de standaard voor het transport van multimedia applicaties over LAN's. Deze standaard is ook van toepassing op oudere implementaties van voice over IP (VoIP). In de laatste jaren heeft het Session Initiation Protocol SIP (van het IETF) aanzienlijk aan kracht gewonnen voor de toepassing op deze services.
3. ITU H.324 is de standaard voor de transmissie over POTS, of audiotelefonienetwerken.

In de laatste jaren is IP-gebaseerde videoconferentie verrezen tot een gangbare communicatie-interface en wordt nu ook standaard geleverd door VTC-fabrikanten in hun traditionele ISDN-gebaseerde systemen. Bedrijven, overheid en militaire organisaties gebruiken nog hoofdzakelijk H.320 en ISDN VTC. In verband met kostenoverweging en de uitbreiding van het Internet, en breedband in bijzonder, is er een sterke toename in de groei en het gebruik van H.323, IP VTC. H.323 heeft het voordeel dat het toegankelijk is voor iedereen met een snelle breedbandinternetverbinding, zoals DSL.
Bovendien is een aantrekkelijk kenmerk van IP VTC, dat het eenvoudig is in te stellen met een live VTC gesprek in combinatie met webconferentie voor het gebruik van datacollaboratie. Deze gecombineerde technologieën geven gebruikers de beschikking over een veel rijkere multimediaomgeving voor live vergaderingen, collaboraties en presentaties.

## Invloed

### Invloed op het grote publiek
Hogesnelheidsinternetverbindingen zijn meer en meer toegankelijk geworden voor een acceptabele prijs en de kosten voor video-opname- en weergavetechnologie zijn gedaald.
Als gevolg daarvan zijn persoonlijke videoteleconferentiesystemen gebaseerd op webcam, pc-systemen, softwarecompressie en breedbandinternetverbindingen bereikbaar voor het grote publiek. Ook is de kwaliteit van de hardware die voor deze technologie gebruikt wordt sterk verbeterd, en zijn de kosten hiervoor aanzienlijk verlaagd. De beschikbaarheid van freeware (vaak als onderdeel van chatprogramma's) heeft op software gebaseerde videoconferentie voor velen toegankelijk gemaakt.
Doven en slechthorenden hebben een bijzondere interesse in de ontwikkeling van betaalbare hoge-kwaliteit-videoconferentie als een vorm van onderlinge communicatie in gebarentaal. Anders dan Video Relay Service, dat is bedoeld als ondersteuning voor communicatie tussen een beller met gebarentaal en een beller met gesproken taal, kan videoconferentie gebruikt worden voor uitsluitend gebarentaal sprekende bellers.

### Invloed op het onderwijs
Videoconferentie geeft studenten de mogelijkheid te leren door deel te nemen aan een tweerichtingscommunicatie-platform. Bovendien kunnen docenten en sprekers van over de hele wereld aan colleges worden toegevoegd in ver afgelegen of anderszins geïsoleerde locaties. Studenten van diverse bevolkingsgroepen en achtergronden kunnen bij elkaar komen om van elkaar te leren. Studenten kunnen samen met elkaar onderzoek doen, communiceren, analyseren en informatie en ideeën uitwisselen. Door middel van videoconferentie kunnen studenten andere delen van de wereld bezoeken om met andere te communiceren, een dierentuin te bezichtigen, een museum, etc. om zo te leren. Deze “virtual field trips” (zie ook e-learning) kunnen mogelijkheden scheppen voor kinderen, in het bijzonder voor kinderen uit geografisch geïsoleerde gebieden, of met economische achterstand. Kleine scholen kunnen deze technologie gebruiken om hulpmiddelen samen te voegen en cursussen te geven (zoals vreemde talen) die anders niet aangeboden zouden kunnen worden.
Hier zijn enkele voorbeelden van hoe mensen op universiteiten en scholen kunnen profiteren van videoconferentie:
- Faculteitsleden houden contact met hun klas terwijl ze voor een week aan een conferentie deelnemen.
- Gastsprekers van andere instituten worden uitgenodigd om voor de klas te spreken.
- Onderzoeker werken geregeld samen met collega's van andere instituten zonder het tijdsverlies door het reizen.
- Faculteitsleden participeren aan de verdediging van een thesis, op een ander instituut.
- Organisatoren met een strak tijdsschema werken samen aan een voorbereiding van budget voor verschillende onderdelen van de universiteit.
- Een faculteitscommissie neemt een auditie af voor de toekenning van een studiebeurs aan een kandidaat.
- Onderzoekers beantwoorden vragen over een groots plan van een instelling of onderzoekscommissie.
- Een student interviewt een medewerker uit een andere stad.
- Teleseminar (seminar gegeven over teleconferentie).

### Invloed op de medische wetenschap en gezondheidszorg
Videoconferentie is een zeer bruikbare technologie voor toepassingen op het gebied van telegeneeskunde en teleziekenverzorging, zoals diagnose, advisering, verzending van medisch beeldmateriaal, etc., in real time. Door het gebruik van VTC, kunnen patiënten contact leggen met verpleegkundigen en artsen in noodsituaties of routine situaties, en kunnen artsen en andere paramedische deskundigen over lange afstanden ziektegevallen bespreken. In landelijke gebieden kan deze technologie gebruikt worden voor diagnostische doeleinden, om daarmee levens te redden en geld voor gezondheidszorg efficiënter te besteden.
Speciale randapparatuur zoals microfoons voorzien van digitale camera's, videoendoscopen, medische ultrasone beeld apparaten (zie echografie), otoscopen, etc., kunnen in combinatie met VTC apparatuur gebruikt worden om gegevens van een patiënt te versturen.

### Invloed op het bedrijfsleven
Personen uit verafgelegen plaatsen kunnen met videoconferentie op korte termijn vergaderingen houden. Tijd en geld dat werd besteed aan reizen, kunnen gebruikt worden voor het houden van korte vergaderingen. Technologieën zoals VoIP kunnen in combinatie met desktop videoconferentie worden gebruikt voor goedkope face-to-face zakenbesprekingen zonder het kantoor te hoeven verlaten, in het bijzonder geschikt voor bedrijven met wijdverspreide kantoren. Deze technologie wordt ook gebruikt voor telewerk, waarbij werknemers van thuis uit werken.
Telepresentie-videoconferentie, waarbij participanten elkaar kunnen zien in bijna werkelijke grootte en met weinig vertraging in beeldweergave, beginnen hun invloed te krijgen op zakenbesprekingen. Sommige goede zakenovereenkomsten zijn tot stand gekomen op basis van vervanging van internationaal reizen door telepresentie-videoconferentie.
Videoconferentie wordt op het moment geïntroduceerd bij zgn. “online networking websites” (webpagina's gespecialiseerd in het werken via het internet), om bedrijven te helpen rendabele relaties snel en efficiënt op te bouwen, zonder de werkplek te hoeven verlaten.

## Corona
Videoconferenties werden veel gebruikt tijdens de coronacrisis in 2020 en 2021. Personen konden hierdoor vaak niet samenkomen. Door videoconferenties konden ze dan vanaf verschillende locaties met elkaar vergaderen.